# Liste der Stadtteile von Katowice
Die amtliche Gliederung der Stadt Katowice findet sich auf der gleichnamigen Seite. Diese alphabetisch geordnete Liste führt alle Stadtteile, Wohnsiedlungen (Osiedle) und Kolonien an, auch wenn sie offiziell nicht den Status eines Stadtteils haben (Unbedeutende oder kleine Siedlungen sind ohne Link versehen):
| 1. Bederowiec (Bedersdorf) 2. Bogucice (Bogutschütz) 3. Borki (Borken) 4. Burowiec (Burowietz) 5. Dąb (Domb) 6. Dąbrowa 7. Dąbrówka Mała (Eichenau) 8. Giszowiec (Gieschewald) 9. Józefowiec (Josephsdorf) 10. Janów (Janow) 11. Karbowa (Karbowa) 12. Katowicka Hałda (Kattowitzer Halde) 13. Klimzowiec (Klimsawiese), tlws. auch zu Chorzów 14. Kokocinec (Kokotschinietz) 15. Kolonia Agnieszka (Agneshütte) 16. Kolonia Alfred (Alfredschacht) 17. Kolonia Amanda (Amandaschacht) 18. Kolonia Bagno (Bagno) 19. Kolonia Boże Dary (Böerschächte) 20. Kolonia Dobra Myśl 21. Kolonia Fryderyka (Kolonie Friederike) 22. Kolonia Huta Arnold (Arnoldhütte) 23. Kolonia Kamionka (Kamionkau) | 1. Kolonia Wysockiego 2. Kolonia Norma (Kolonie Norma(hütte)) 3. Kolonia Pniaki (Pniaki) 4. Kolonia Wilhelmina (Wilhelminenhütte) 5. Kolonia Zuzanna (Susannagrube) 6. Kostuchna (Kostuchna) 7. Koszutka (Kossutka) 8. Kopaniny (Kopanina) 9. Kuźnica Bogucka (Bogutzker Hammer) 10. Ligota (Ellgoth) 11. Muchowiec (Muchowietz) 12. Murcki (Emanuelssegen) 13. Nikiszowiec (Nickischschacht) 14. Ochojec (Ochojetz) 15. Osiedle Nikosa Belojannisa 16. Osiedle Jerzego Kukuczki 17. Osiedle Konstantego Michalskiego 18. Osiedle Młodych 19. Osiedle Odrodzenia 20. Osiedle Ignacego Paderewskiego 21. Osiedle Walentego Roździeńskiego 22. Osiedle Franciszka Rybki 23. Osiedle Stanisława Staszica | 1. Osiedle Tysiąclecia 2. Osiedle Witosa 3. Osiedle Alfonsa Zgrzebnioka 4. Panewniki (Panewnik) 5. Piotrowice (Petrowitz) 6. Podlesie (Podlesie) 7. Roździeń (Rosdzin) 8. Sośnina 9. Śródmieście – Innenstadt 10. Nowy Czekaj (Neu Czakai) 11. Stary Czekaj (Alt Czakai) 12. Szabelnia (Schabelnia) 13. Szopienice (Schoppinitz) 14. Wełnowiec (Hohenlohehütte) 15. Wymysłów (Wymyslow) 16. Zadole (Sadolle) 17. Załęska Hałda (Zalenzer Halde) 18. Załęże (Zalenze) 19. Zaopusta (Opusta) 20. Zarzecze (Zarzytsche) 21. Zawodzie (Zawodzie) |